# 李朝全
李朝全是台灣獸醫師、政府公務員、動保人士，前台南市動物防疫保護處處長，中華民國保護動物協會第11、12屆理事長。

## 生平
1981年取得獸醫師執照，後被分派至彰化縣動物防疫所工作。在彰化工作期間，攻讀國立中興大學獸醫研究所，獲碩士學位；並擔任過彰化縣獸醫師公會理事長、嘉南藥理大學通識課程兼任講師。
自1995年起，擔任台南市動物防疫所所長，任內設立台南市流浪動物中途之家，並塑造「有錢家族六小福」、「暴龍」等流浪狗明星以提高認養率。2010年台南縣市合併後，台南市動物防疫所改為台南市動物防疫保護處，李朝全仍繼續擔任處長，直至2017年1月16日退休（由吳名彬接任處長）。在李朝全處長任內，動保處自2011年起針對流浪動物實施TNVR（誘捕、絕育、注射疫苗、回置）政策，2012年7月設立動物管制隊，2015年率先全台實施動物零撲殺政策。
2017年2月，當選中華民國保護動物協會理事長。2018年3月，當選台南市獸醫師公會第18屆理事長。

## 榮譽
- 2008年，獲選為台南市模範公務員[4]。